# Лангенберг (Округ Гитерсло)
Лангенберг (њем. Langenberg) општина је у њемачкој савезној држави Северна Рајна-Вестфалија. Једно је од 11 општинских средишта округа Гитерсло. Према процјени из 2010. у општини је живјело 8.193 становника. Посједује регионалну шифру (AGS) 5754024, NUTS (DEA42) и LOCODE (DE LBB) код.

## Географски и демографски подаци
Лангенберг се налази у савезној држави Северна Рајна-Вестфалија у округу Гитерсло. Општина се налази на надморској висини од 88 метара. Површина општине износи 38,3 km². У самом мјесту је, према процјени из 2010. године, живјело 8.193 становника. Просјечна густина становништва износи 214 становника/km².